# Калінув (Зґерський повіт)
Калінув (пол. Kalinów) — село в Польщі, у гміні Стрикув Зґерського повіту Лодзинського воєводства.
Населення — 128 осіб (2011).
У 1975-1998 роках село належало до Лодзинського воєводства.

## Демографія
Демографічна структура станом на 31 березня 2011 року:
|          | Загалом | Допрацездатний вік | Працездатний вік | Постпрацездатний вік |
| -------- | ------- | ------------------ | ---------------- | -------------------- |
| Чоловіки | 57      | 9                  | 39               | 9                    |
| Жінки    | 71      | 14                 | 38               | 19                   |
| Разом    | 128     | 23                 | 77               | 28                   |